# Gizab (distrikt)
Gizab är ett distrikt i Afghanistan. Det ligger i provinsen Daykondi, i den centrala delen av landet.
Distriktets provinstillhörighet har skiftat sedan Daykondi knoppades av från Uruzganprovinsen. Enligt ett presidentdekret 2014 skulle den ingå i Uruzgan, men efter talibanernas maktövertagande sommaren 2021 lär den åter höra till Daykondi och därtill inkludera distriktet Pato. Information angående hur indelningen ser ut kan dock variera beroende på källa; till exempel har NSIA (National Statistics and Information Authority) fortsatt att redovisa Gizab som en del av Uruzgan, medan Pato betecknas som ett provisoriskt distrikt i Daykondi.